# Mitsubishi Colt CZC
Das Mitsubishi Colt CZC ist ein Coupé-Cabriolet mit versenkbarem Stahlklappdach auf Basis des fünftürigen Mitsubishi Colt.
Der Colt CZC wurde ab Frühjahr 2006 bei der italienischen Firma Pininfarina in Bairo bei Turin gebaut, die auch am Design des Autos mitwirkte. Das zweiteilige Klappdach wiederum wird von der deutschen Firma Oasys zugeliefert, die zum Dachspezialisten Webasto gehört.

## Motoren
Das Cabriolet gab es in den Motorvarianten 1.5 l (80 kW) und 1.5 l-Turbo (110 kW). Zur Zeit der Markteinführung im Mai 2006 stellte die aufgeladene Maschine die leistungsstärkste Motorisierung im Segment der Cabriolets auf Basis eines Kleinwagens dar. Mangels Nachfrage wurde diese Motorvariante mit der Überarbeitung des fünftürigen Colt im September 2008 bereits wieder aus dem Programm genommen.
Im Juli 2009 wurde das Colt Cabrio nach nur drei Jahren eingestellt.
Die 1,5 l (80 kW) Motorisierung ist eine Neuentwicklung in Verbindung mit Daimler-Chrysler und findet z. B. auch im Smart ForFour Verwendung, der sich mit dem Mitsubishi Colt auch die sogenannte Plattform teilt.

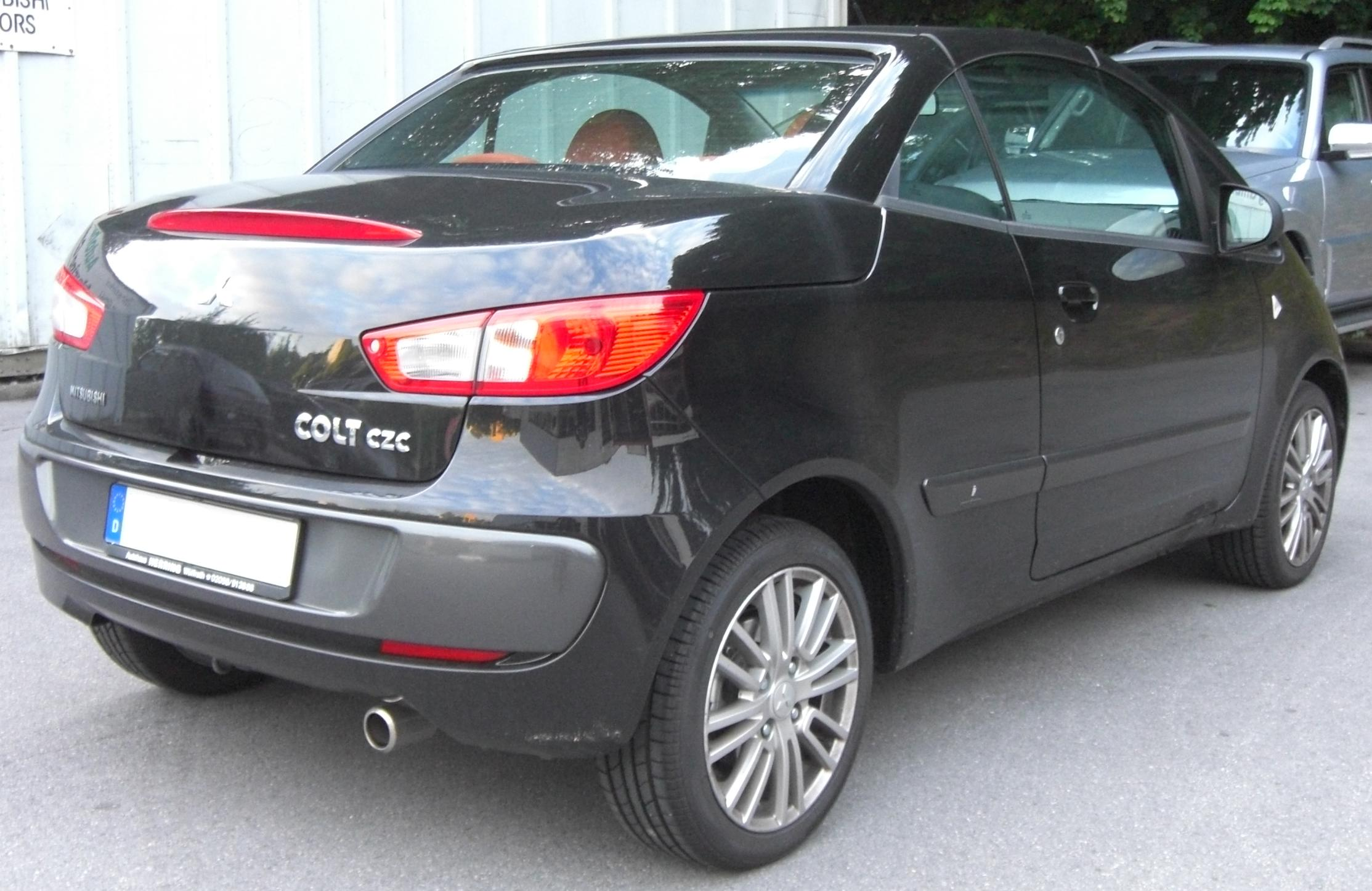
Heckansicht

Die aufgeladene Variante baut auf einem bestehenden Triebwerk aus dem Mitsubishi-Regal auf und wurde neben dem zusätzlichen Turbolader lediglich leicht modifiziert. Um ein dem europäischen Normzyklus entsprechend effizientes Triebwerk zu erhalten, setzt die volle Laderleistung erst relativ spät ein, was zu einem ausgeprägten "Turbo-Loch" in unteren Drehzahlen führt und von zahlreichen Rezensenten gerügt wurde. Mechanisch identisch, jedoch mit einem veränderten Steuergerät und dadurch mit 130 kW Leistung ausgestattet, treibt dieses Aggregat auch den sportlicher ausgerichteten Brabus Smart ForFour an.
Unter Tunern ist dieser Motor recht beliebt, da er – obwohl bereits zur Markteinführung nicht mehr auf dem neuesten Stand der Technik – hohe mechanische Reserven bietet und kostengünstig durch Veränderung der Steuersoftware leistungsgesteigert werden kann.
| Modell      | Hubraum  | Leistung                       | Max. Drehmoment       | Besonderheit                               | Bauzeit         |
| ----------- | -------- | ------------------------------ | --------------------- | ------------------------------------------ | --------------- |
| Ottomotoren |          |                                |                       |                                            |                 |
| 1.5 MPI     | 1499 cm³ | 80 kW (109 PS) bei 6000 min−1  | 145 Nm bei 4000 min−1 | mit Fünfgang-Schaltgetriebe                | 03.2006–07.2009 |
| 1.5 Turbo   | 1468 cm³ | 110 kW (150 PS) bei 6000 min−1 | 210 Nm bei 3500 min−1 | mit Fünfgang-Schaltgetriebe und Turbolader | 03.2006–08.2008 |